# Hans Schurz
Hans Schurz (* 28. Dezember 1913 in St. Salvator; † im oder nach April 1945, 1950 vom Landesgericht Wien für tot erklärt) war ein österreichischer Kriminalsekretär, SS-Untersturmführer und Leiter der Politischen Abteilung im KZ Auschwitz.

## Leben
Schurz trat nach dem Anschluss Österreichs der SS bei (SS-Nummer 385.370), beantragte am 20. Juni 1938 die Aufnahme in die NSDAP und wurde rückwirkend zum 1. Mai aufgenommen (Mitgliedsnummer 6.165.225). Während des Zweiten Weltkrieges wurde Schurz zur Gestapo nach Teschen versetzt.
Am 1. Mai 1943 wurde er in das KZ Auschwitz kommandiert, wo er zunächst Vertreter des Leiters der Politischen Abteilung Maximilian Grabner war. Nach Grabners Ablösung übernahm er am 1. Dezember 1943 die Leitung der Politischen Abteilung im KZ Auschwitz und blieb in dieser Funktion bis zur „Evakuierung“ des KZ Auschwitz im Januar 1945. Danach wurde er zum KZ Mittelbau-Dora kommandiert, wo er von März bis April 1945 noch die Politische Abteilung leitete. Der in der Politischen Abteilung tätige und Schurz unterstellte Häftling Franz Unikower berichtete nach Kriegsende: „Zunächst habe ich circa 14 Tage lang Akten aus Auschwitz, die mit einem Möbeltransportwagen angekommen waren, alphabetisch geordnet. Der Aktenbestand war außerordentlich“.
Der Verbleib von Schurz ist unbekannt, das Landesgericht Wien erklärte ihn 1950 für verstorben. Der ehemalige Leiter des Erkennungsdienstes der Politischen Abteilung in Auschwitz Bernhard Walter sagte nach Kriegsende aus, dass seines Wissens Schurz aus englischer Internierung entwichen sei.